# Тополчане (област Сливен)
 За другото българско село вижте Тополчане (Област Кърджали).  
Тополчане е село в Югоизточна България. То се намира в община Сливен, област Сливен.

## География
Центърът на селото се намира на 1 km от пътя София-Бургас. Типично за областта, климатът е мек, но понякога и ветровит. На 30 минути пеша е подножието на Стара планина. Благоприятно е за разходки и излети.
Село Тополчане е разположено в източната част на сливенското поле, на 2,5 km южно от източно-старопланинската седловина Гребенец, точно в подножието на връх Катъгово – втори по височина след връх Гаваните, висок 1034 m. Полето на село Тополчане е много равно, с лек южен и югоизточен наклон в самото подножие на Гребенец, където се намират и трите наносни конуса на суходолията „Върбица“, „Дълбоки дол“ и „Дорешката река“.
Селото се намира на 168 m надморска височина, на левия бряг на река Сотирска (Алтън дере), която в днешно време е отводнена в канал на 300 m западно от селото.
Отстои на 9 km от гр. Сливен, на 800 m южно от пътя София–Сливен–Бургас, на 3 km северно от жп линията София–Бургас (бившата гара „Хаджи Димитър“). Свързано е с междинни шосета с горепосочените път и жп линия. Землището е в съседство с кв. Дебелата кория (Сливен) на запад, на север – със седловината Гребенец, на изток – със землището на с. Калояново, а на юг – с това на с. Ж. Войвода и с. Камен.

## История
Наличието на много питейна и близка подпочвена вода е благоприятствало да се основе селото на това място, от което не се е местило от основаването си до наши дни. Сред селото блика и каптирана в чешма през 1936 г., водата на извор с дебит 3 l/s. Такива чешма, но с по-малък дебит, има в североизточната част на селото под името „Матката“, както и друга в югоизточния край на селото, наречена „Стубела“. Първата е каптирана през 1937 г., а втората – през 1934 г.
Подпочвената вода на селото, на места с твърде висок дебит, се намира на дълбочина от 4 до 12 m, като водоносните слоеве в отделни райони на селото се намират на различна дълбочина и в различно количество, но във всеки двор с електропомпи се вади вода за напояване, като повечето от кладенците имат неизчерпаема вода, което свидетелства за действително обилна подпочвена вода.
Предостатъчни са и подпочвените води в землището, където и в който район да се сондира, се открива подпочвен водоносен слой на дълбочина 4712 m.
През 1964 г. при дълбок проучвателен сондаж от държавна минногеоложка група на дълбочина 53 m бликва артезиански извор, южно от стопанския двор на ТКЗС, наречен „Осми март“ поради това, че водата бликва непосредствено преди празника на жените.
Близката подпочвена вода през някои години на много обилни валежи излиза на повърхността на почвата и наводнява някои дворове и избени помещения, поради което в селото избягват да копаят изби, или ако къщите се вкопават в земята, това се прави на малка дълбочина.
В кишави години водата за пиене в много водоизточници (чешми и кладенци) става нехигиенична, опасно замърсена, което наложи водоснабдяването на селото с чиста питейна вода, докарана от местността „Орешака“ – на 2 km.
Североизточно от селото, в подножието на „Гребенец“, съществува стар римски каптаж (крепостта Авли), ремонтиран през 1966 г.

## Културни и природни забележителности
През лятото на 2007 г. са направени неочаквани открития в областта на археологията, които променят изцяло представата за Долината на тракийските царе.
В Далакова могила, в землището на селото, екипът на ТЕМП, под ръководството на ст.н.с д-р Георги Китов, намира златна маска, принадлежаща вероятно на тракийския владетел Терес II. Заедно с маската археолозите откриват няколко златни фиали, два ребърни ритона и множество глинени съдове. Подобно на първата маска, намерена край Казанлък през 2004 г., и тази първоначално е била използвана като фиала, а след това е ритуално сплескана, за да може владетелят да я сложи на лицето си.
Сребърните ритони са с много висока художествена стойност. Единият е с глава на млад елен. По гърлото му са моделирани човешки фигури с богата позлата. Специалистите предполагат, че сцената представя убийството на Орфей. Другият е с форма на рог, който завършва с изкусно моделирана предна част на кентавър, единственият, намерен в България. Шията е украсена с флорални орнаменти.
Сред многото глинени съдове впечатление правят петте пищно изрисувани леканета, които са сред малкото, намерени в България.
В Танева могила впечатление правят 3 бронзови пръстена и единствен по рода си глинен ритон с глава на кон и тяло на петел. Начелникът, моделиран във формата на двойна брадва (лабрис) свидетелства, че конят е принадлежал на владетел, а от там – и ритонът.
В други могили около селото също са намерени тракийски погребения с много накити и глинени съдове – амфори и делви.
В Божкова могила са намерени основите на храм, разрушен в древността.

## Редовни събития
На Заговезни се организират кукерски игри.

## Образование
Основно училище „Свети Паисий Хилендарски“, основано на 22 март 1860 г. През 2020 година училището чества 160-ата си годишнина. Относно ОУ "Св. Паисий Хилендарски" - Тополчане
Училището в село Тополчане, община Сливен, е създадено през 1860 година и се е помещавало в частна къща. През 1882 година е построена първата четиристайна сграда (ламариненото училище). В него нямало черна дъска, а пишели на плочи. До 1930 година училището е начално, а след това основно. Новата сграда, к оято съществува и днес, е започната през 1932 и е завършена през 1934 година. Тя е масивна - на два етажа и изба, с възможност да се построят още етажи. Не е била електрифицирана, това става по късно. Оградата първоначално била от плет, през 1947 година е построена каменна ограда. Според документ от държавен архив е видно, че от месец юли 1956 година училището е пригодено за 300 ученика. От 1951 г. училищният имот с площ 4 дка е одържавен. През 1963 г. е отчуждена частна къща на един етаж със застроена площ 120 кв.м, пригодена за работилница и кухня в полза на училището. През 1983 г. е започнато разширяване на училищната сграда. Първият корпус предназначен за работилници и столова е завършен 1996 година, но е пригоден за класни стаи и физкултурен салон. Вторият корпус е завършен 2007 година и влиза в експлоатация през 2007/2008 учебна година. Условията в новата сграда са на много добро ниво. Сега училището разполага общо с 19 класни стаи, една зала за презентации, компютърен кабинет и учителска стая. От 2009/2010 учебна година училището е средищно и приема ученици от с. Калояново. През годините тук са учили още, деца от село Сотиря и ДЗС”Диньо Дачев” (Дебелата кория). От създаването си училището носи името "Отец Паисий", село Тополчане, околия Сливенска, окръг Старозагорски. През 2002 г. е преименувано на Основно училище "Свети Паисий Хилендарски", село Тополчане, община Сливен, област Сливен.

## Култура
В Тополчане има едно действащо читалище - Народно читалище „Д-р Петър Берон – 1934“. На 13 декември 2024 година то отбеляза своя 90-годишен юбилей с празнично тържество, в което взеха участие самодейците от танцовата и певческата групи, както и от лазарската и  коледарската група. В събитието взеха участие и редица гости: танцовата група от ОУ "Свети Паисий Хилендарски" с ръководител Пепа Чапкънова, народната певица Нели Мъничкова, народната певица Памела Петкова, състезатели от Клуб по спортни танци "Туида": Габриела Анастасова, Никол Ненова и Георги Славов.
Към читалището има сформирани танцов клуб "Тополчанци" с ръководител Диана Динева, женска певческа група, детска певческа група, кукерска група. Те успешно се представят на фестивални участия и други фолклорни събития.

## Религия
Храм „Свети Димитър“, построен през 1914 г. По-голямата част от населението е източноправославно.

## Паметници
В центъра на селото се намира войнишки паметник на загиналите в Балканската (1912-1913), Междусъюзническата (1913) и Първата световна войни (1915-1918). Паметникът е открит на 1.1.1950 г. в Балкана. През 1966 г. е преместен в центъра на селото.

## Транспорт
Селото има удобна връзка с автобус до общинския град Сливен, където работят част от хората и учат учениците.

## Спорт
В селото има спортен клуб по джудо.